# Carles Cusí i de Miquelet
Carles Cusí i de Miquelet (Figueres, 17 de novembre de 1863 - 1933) fou un empresari i polític català, diputat a les Corts Espanyoles durant la restauració borbònica.

## Biografia
Era fill de Narcís Cusí i Jordà, membre d'una família benestant de Llers. Es va casar amb Àngela Jordà de Genover de Figueres amb qui va tenir cinc fills: Anna, Maria, Alfons, Gustau i Margarida. El 1894 va encarregar a Josep Azemar la Casa Cusí a la Rambla de Figueres on vivia la família..
Fou delegat del Banc d'Espanya a Figueres i va crear la Banca Cusí, va explotar les mines de sabonet i de ciment de la Vajol, va dirigir una fàbrica de simà i sabonet al carrer Vilallonga de Figueres i va fundar la primera empresa d'electricitat figuerenc, Societat Hidroelèctrica de l'Empordà (avui propietat d'Endesa). Fou molt popular per haver fundat el 1904 la primera sala de cinema, la Sala Edison, que va tancar el 1984.
Fou elegit diputat pel Partit Liberal pels districtes de Figueres i Vilademuls a les eleccions generals espanyoles de 1910, 1914 i 1916, i senador per Girona el 1919-1921.